# Richard Drew (fotógrafo)
Richard Drew (1946) é um jornalista fotográfico da Associated Press. Em 2001, ele tirou a foto intitulada The Falling Man, que capturou a imagem de um homem caindo das torres do World Trade Center após os ataques de 11 de setembro. Um documentário britânico The Falling Man sobre a foto estreou no canal Discovery Times em 10 de setembro de 2007.
Drew foi um dos quatro fotógrafos de imprensa presentes no assassinato de Robert F. Kennedy. Drew é fotógrafo da Associated Press há 40 anos e vive com sua esposa e duas filhas na cidade de Nova York.